# القنصلية الإيطالية العامة في القدس
القنصلية الإيطالية العامة في القدس هي الممثلية الدبلوماسية العُليا للجمهورية الإيطالية لدى دولة فلسطين. للقنصلية مكتبين أحدهما في حي القطمون والآخر في حي الشيخ جراح بمدينة القدس.

## قائمة القناصل
| الترتيب | القنصل            | تاريخ الاعتماد الدبلوماسي | تاريخ الانتهاء | رئيس إيطاليا | رئيس دولة فلسطين | ملاحظات                                                        |
| ------- | ----------------- | ------------------------- | -------------- | ------------ | ---------------- | -------------------------------------------------------------- |
|         | لوسيانو ديسوتي    |                           |                |              |                  |                                                                |
|         | ديفيد لاسيسيليا   |                           | أغسطس 2016     |              | محمود عباس       |                                                                |
|         | فابيو سيكولولفيتش | 26 سبتمبر 2016            |                |              | محمود عباس       |                                                                |
|         | جوسيببي فيديلي    | 9 مارس 2021               | أغسطس 2023     |              | محمود عباس       | تقلد في 22 أغسطس 2023 وسام القدس.                              |
|         | دومينكو بيلاتو    | 15 أكتوبر 2023            | لا يزال        |              | محمود عباس       | في 8 مايو 2024، أعاد تسليم أوراق اعتماده إلى الرئيس الفلسطيني. |

## وصلات خارجية
- الموقع الرسمي